# Vollenhovia piroskae
Vollenhovia piroskae é uma espécie de formiga do gênero Vollenhovia, pertencente à subfamília Myrmicinae.